# カタールアミリフライト
カタールアミリフライト（英語: Qatar Amiri Flight）は、カタール政府が所有・運営しているVIP専用の航空会社である。世界中でチャーター便を運航し、カタール王室やその他の政府の要人のみを対象として航空機を運航している。保有する機材のほとんどはカタール航空と同一の塗装となっている。

## 保有機材
2023年2月現在、カタールアミリフライトの機材は以下の通りである。
- エアバスA320-200 1機
- エアバスA320-200/ACJ 2機
- エアバスA319-100/ACJ	3機
- エアバスA330-200 2機
- エアバスA340-200	1機
- エアバスA340-300 1機
- エアバスA340-500	1機
- ボーイング747-8/BBJ 3機
- ボーイングC-17A グローブマスターIII 1機（カタール空軍によって運用される）

### 画像
- エアバスA340-500
- エアバスA340-200
- ボーイングC-17A グローブマスターIII
- エアバスA320
- ボーイング747-8/BBJ